# Herodianisches Quartier

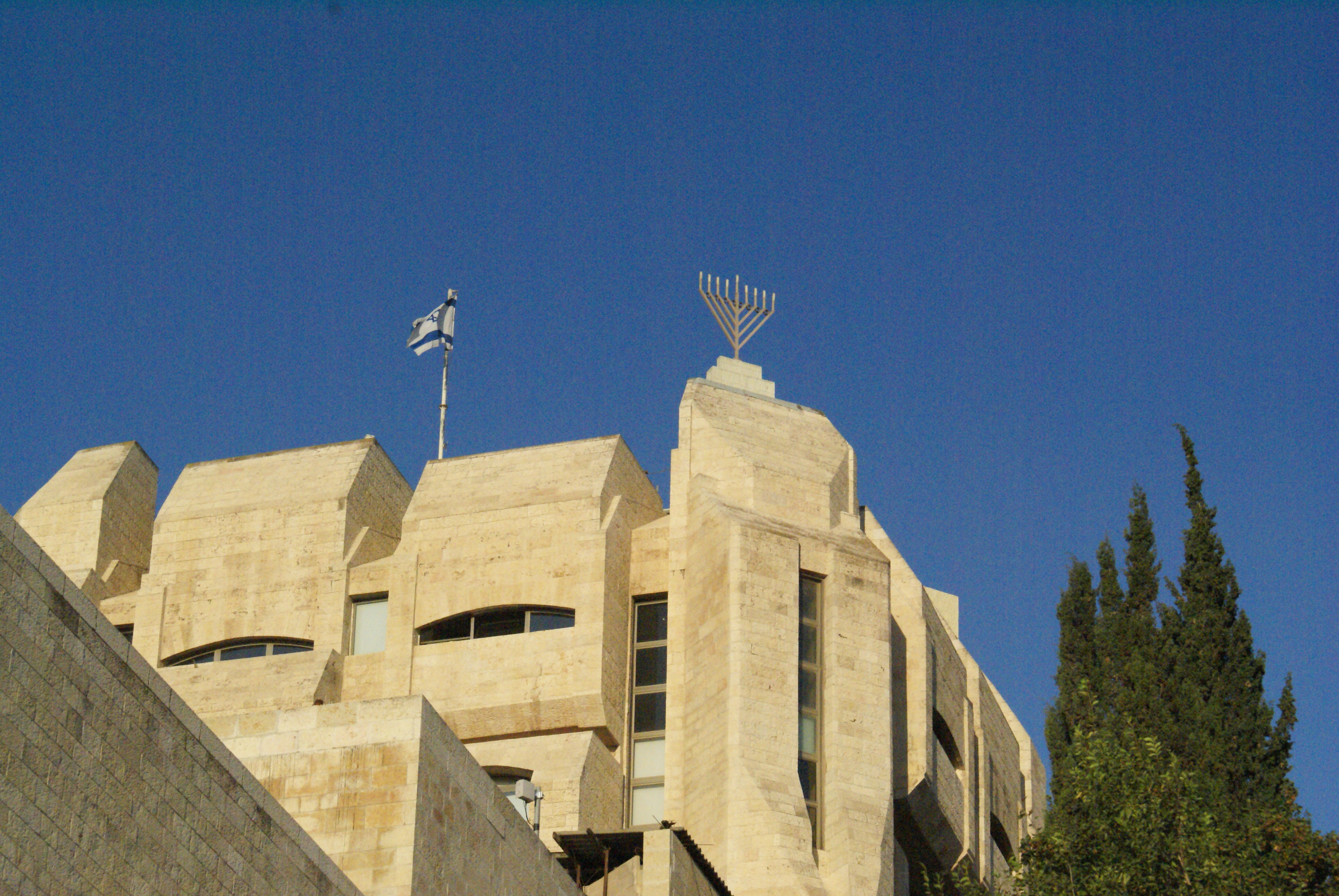
Die Yeshivat haKotel über der Ausgrabungsstätte ist ein markanter architektonischer Akzent in der Jerusalemer Altstadt.

Das Herodianische Quartier (הפרוור ההרודיאני) ist ein antikes Villenviertel in der Altstadt von Jerusalem. Die archäologische Stätte ist als Wohl Museum of Archaeology für die Öffentlichkeit zugänglich; der Eingang befindet sich an der Ha-Kara'im St. 1. Das archäologische Museum bildet eine Einheit mit dem darüber gebauten Wohl Torah Centre (Yeshivat haKotel), einer bekannten Ausbildungsstätte des Judentums modern-orthodoxer Ausrichtung.
Es handelt sich beim Herodianischen Quartier um ein Areal von etwa 2700 m² Wohnfläche aus herodianischer Zeit (37 v. Chr. bis 70 n. Chr.), einen Teil des Geländes, das Nahman Avigad im Jüdischen Viertel der Altstadt archäologisch untersucht hat. Ein weit kleineres Areal, das Haus der Familie Qathros, ist ebenfalls als Museum zugänglich. Andere Bereiche der herodianischen Oberstadt wurden nach ihrer archäologischen Untersuchung modern überbaut. Alle Gebäude der herodianischen Oberstadt wurden bei der Eroberung Jerusalems durch die Römer im Jahr 70 n. Chr. durch einen Großbrand zerstört.

## Menora-Graffito

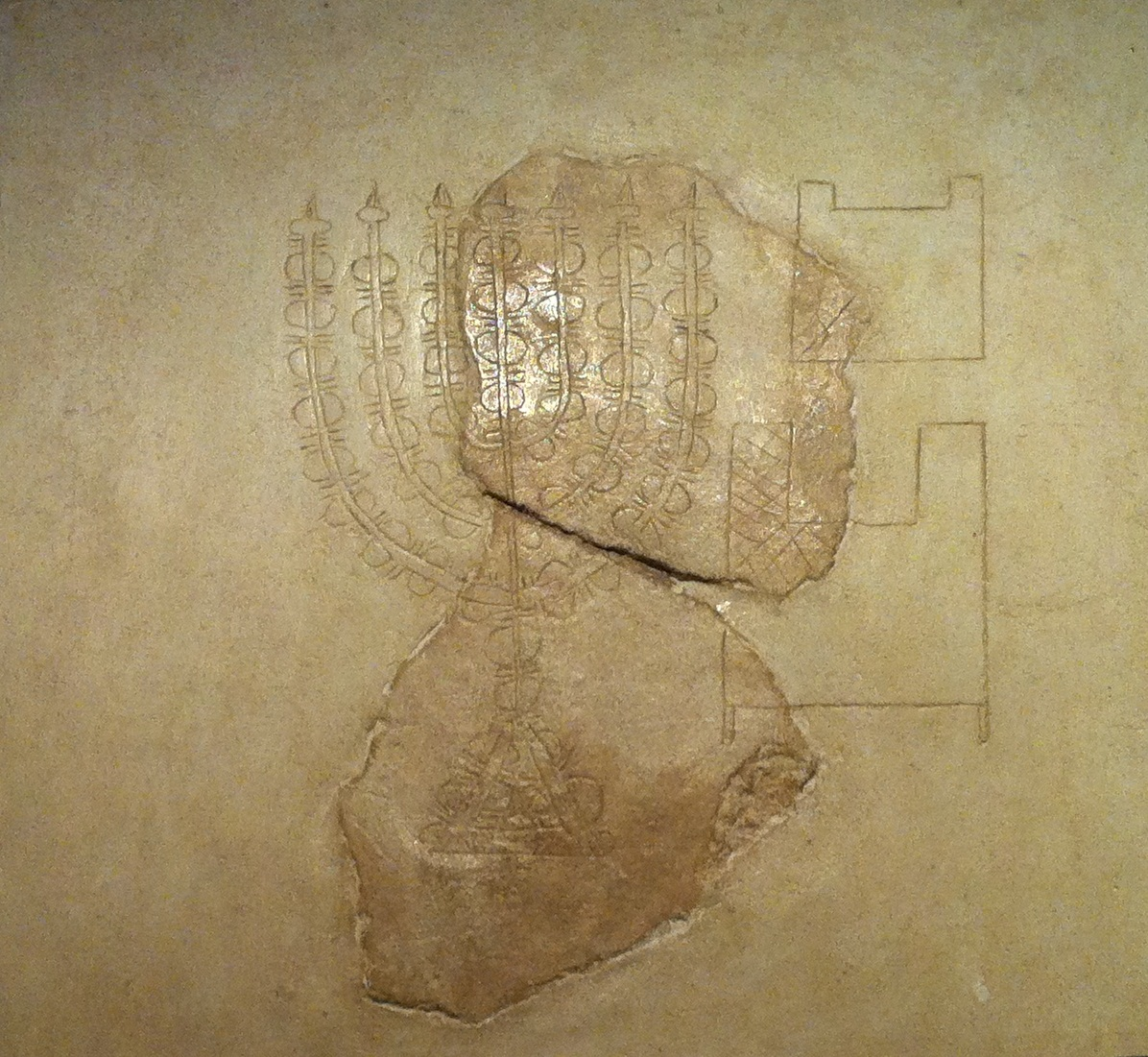
Graffito einer Menora.

Unter den interessantesten Funden, die Avigad 1969 im Jüdischen Viertel machte, ist das aus zwei Teilstücken von etwa 25 × 15 cm Größe bestehende Graffito eines siebenarmigen Leuchters (Menora). Die beiden Fragmente stammen aus dem Füllmaterial des Fußbodens in einem Haus, das in den 30er Jahren des 1. Jahrhunderts n. Chr. gebaut wurde. Über den ursprünglichen Ort der Darstellung und was sie möglicherweise dekorierte, lässt sich daher nichts mehr sagen.
Jedenfalls stammt das Graffito aus einer Zeit, als das Original im Jerusalemer Tempel noch an seinem Platz stand. Dies ist interessant im Blick auf den Fuß des Leuchters. Die bekannte Darstellung auf dem Titusbogen in Rom diente als Grundlage für moderne Rekonstruktionen, es ist aber fraglich, ob der wuchtige sechseckige Sockel überhaupt zur Menora gehörte oder nur ihr Untersatz zum Herumtragen beim Triumphzug war.
Rachel Hachlili nimmt an, dass die Menora im Tempel eine schwere, kegelförmige Basis hatte, die auch nötig war, damit der Leuchter einen stabilen Stand hatte. Bei ihrer Rekonstruktion kommt dem Graffito aus dem Herodianischen Quartier besondere Bedeutung zu, weil es mit einer (natürlich recht kleinen) Menora-Darstellung auf einer hasmonäischen Münze übereinstimmt.

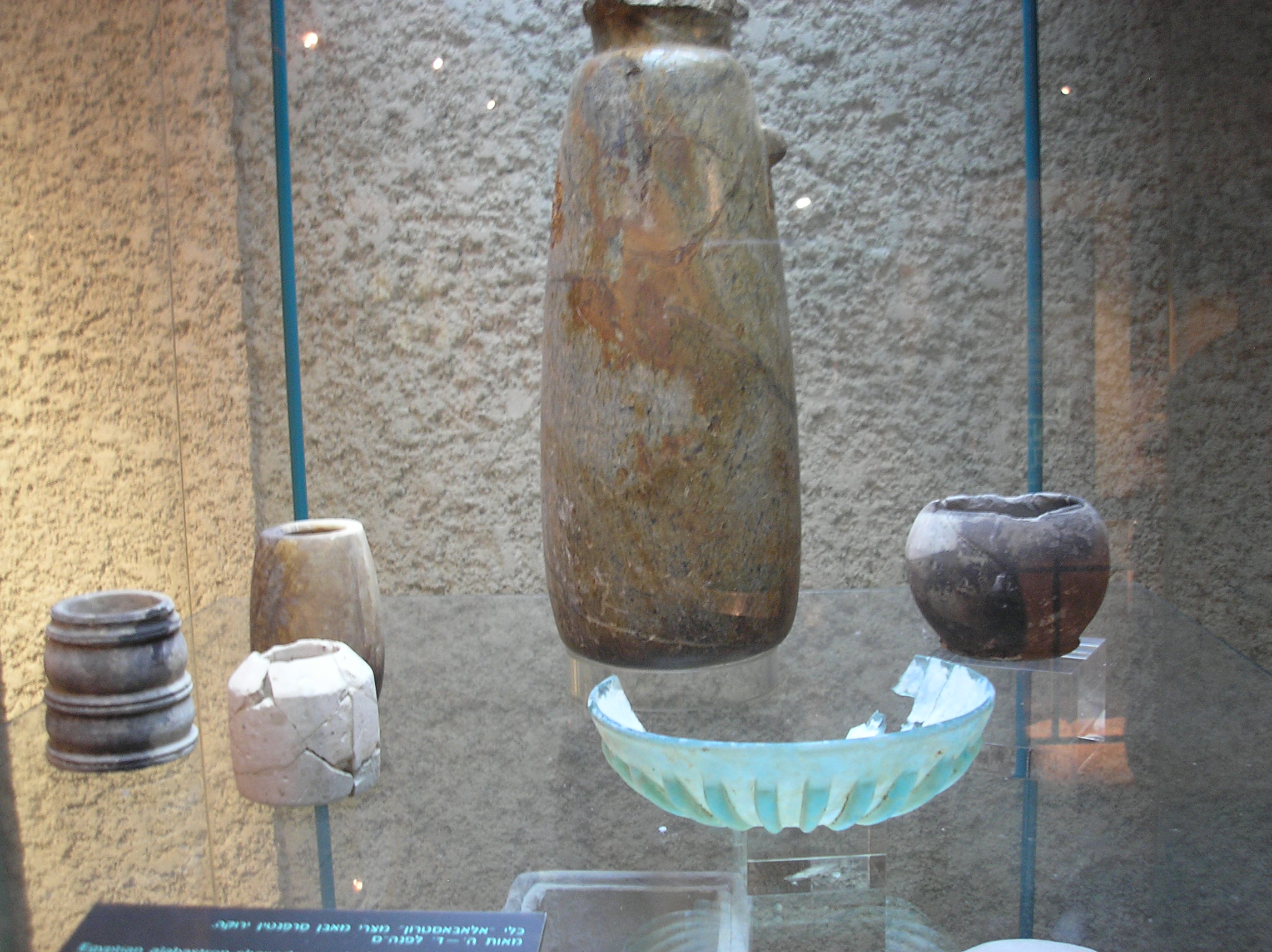
Kleinfunde dokumentieren den Wohlstand der Bewohner des Herodianischen Quartiers.

## Das West-Haus

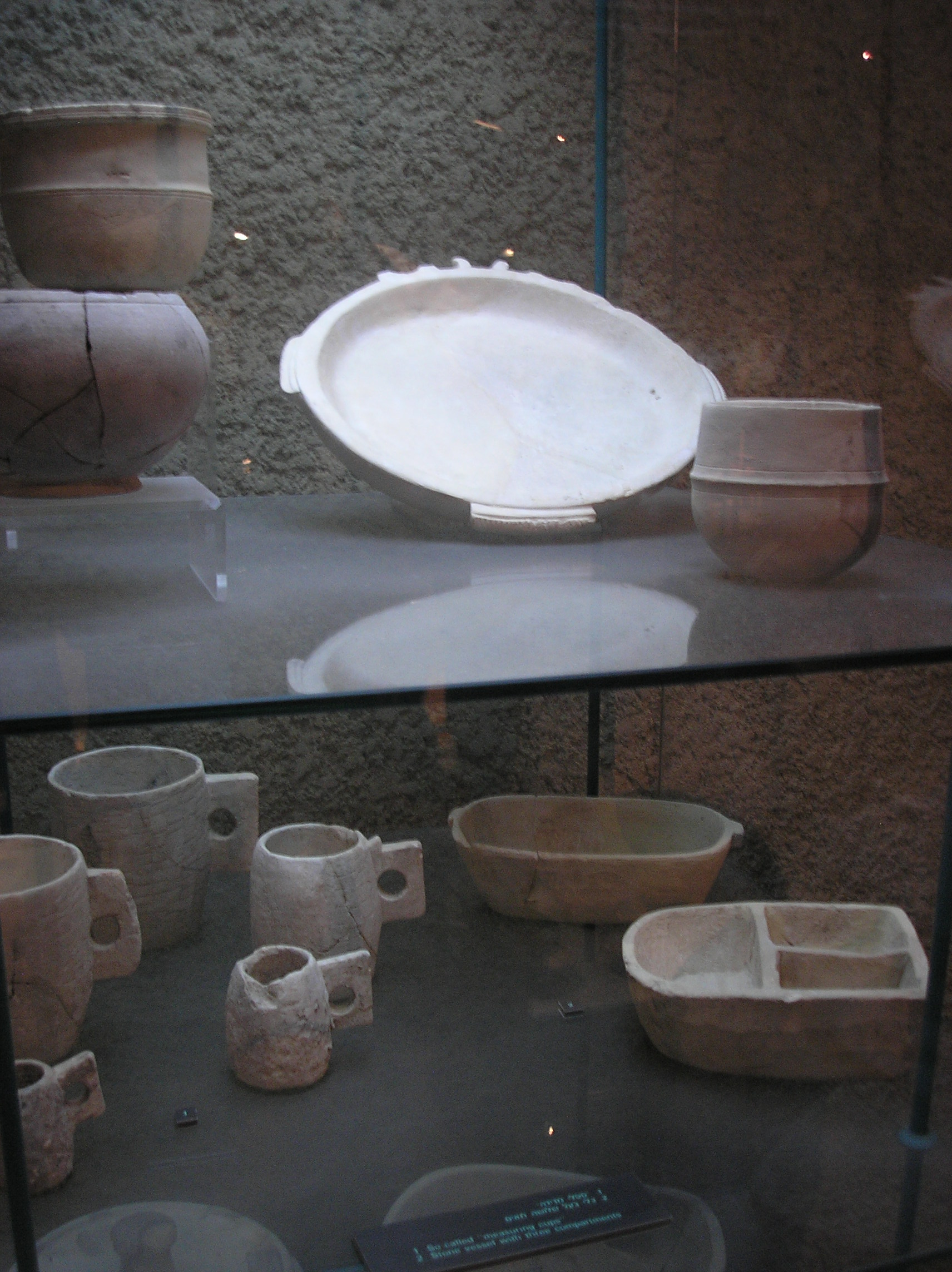
Weil Steingefäße im Gegensatz zu Keramik keine kultische Unreinheit annehmen, wurden sie in priesterlichen Haushaltungen gerne verwendet.

Bei diesem Gebäude ist das Untergeschoss mit einer Grundfläche von etwa 17 × 21 m erhalten, allerdings nicht vollständig in der Ausstellung zu sehen. Drei Zisternen sicherten die Wasserversorgung. Vier Mikwen in schlichter oder repräsentativer Ausführung zeigen, dass die rituelle Reinheit im Leben der Bewohner einen hohen Stellenwert hatte. (Es dürfte sich um Priesterfamilien gehandelt haben, für die in dieser Hinsicht ein hoher Standard galt.) Es gibt zusätzlich zu den vier Mikwen auch einen Raum mit einer Art Badewanne, der „deutlich macht, dass Körperhygiene und kultische Reinheit zwei durchaus verschiedene Dinge waren.“ Die Bäder gruppieren sich um einen zentralen, großen Raum nebst Vorraum.
Bemerkenswert ist ein mehrfarbiges, fast quadratisches Mosaik im Vorraum: den Rand bildet ein rot-schwarzes Wellenmuster („laufender Hund“), das zentrale, teilweise zerstörte Motiv ist eine Rosette. In ihren vier Zwickeln sind Palmen und ein Parfumflakon dargestellt. Dem Bilderverbot entsprechend vermieden die Bewohner des Quartiers bei der Ausstattung ihrer Wohnungen Darstellungen von Menschen oder Tieren.

## Das mittlere Doppelhaus

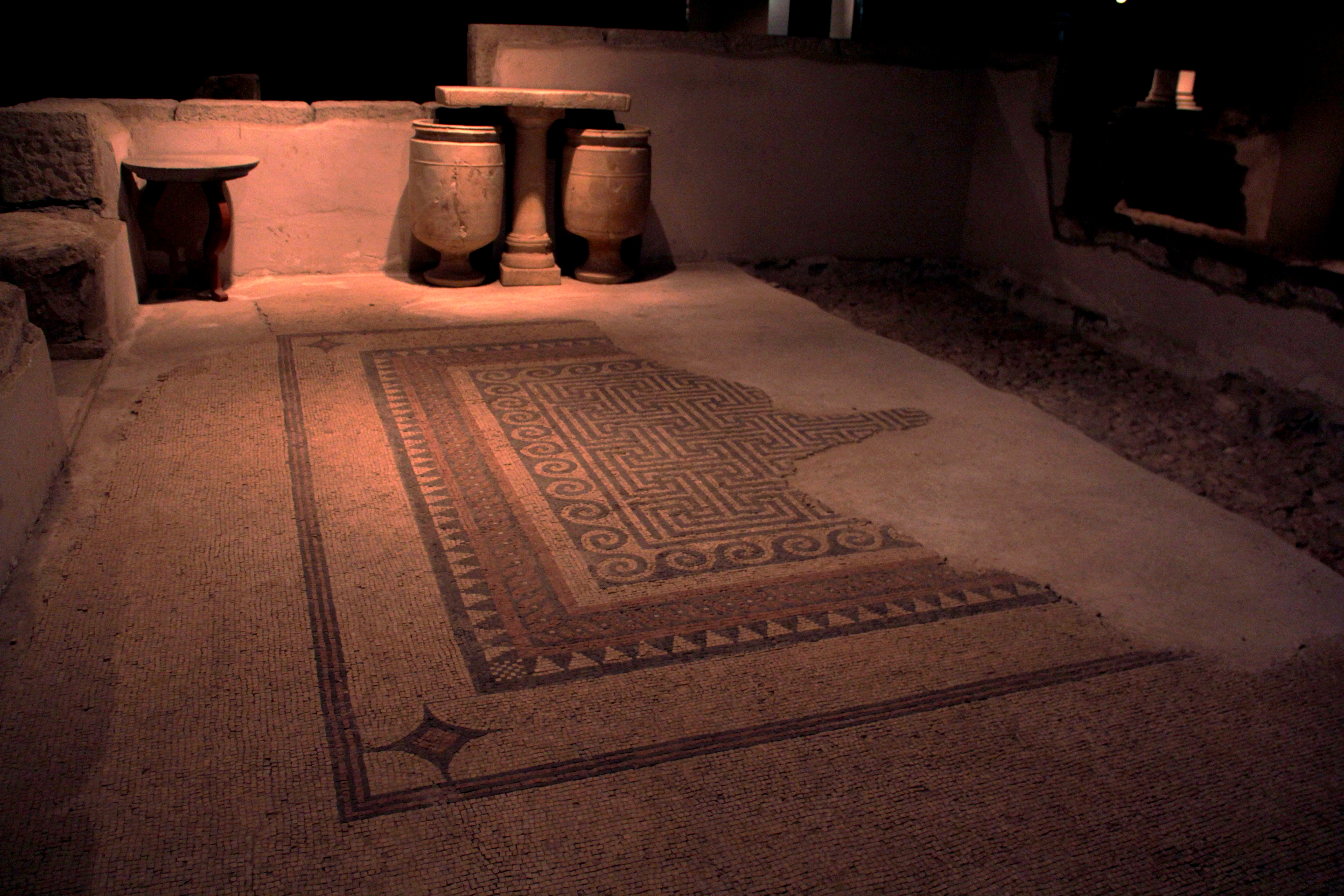
Mittleres Doppelhaus: Steintische

Hierbei handelt es sich um zwei selbständige, kleinere Wohnungen. Die südlichere Wohneinheit wird durch eine byzantinische Kanalisation zerschnitten. Im zentralen Raum werden Einrichtungsgegenstände von verschiedenen Fundorten präsentiert, darunter sind ein runder und ein rechteckiger Steintisch besonders auffallend.

## Das Peristyl-Haus
Von dieser einst luxuriösen Anlage ist nur wenig übrig geblieben: Säulenfragmente, ein farbiges Freskofragment und ein in Opus-sectile-Technik verlegter Steinfußboden.
In der Ausstellung werden an dieser Stelle Architekturfragmente präsentiert, die an verschiedenen Stellen im Schutt gefunden wurden; das passt insofern gut, weil alle diese Stücke die gleiche Wohnkultur der Jerusalemer Oberschicht dokumentieren.

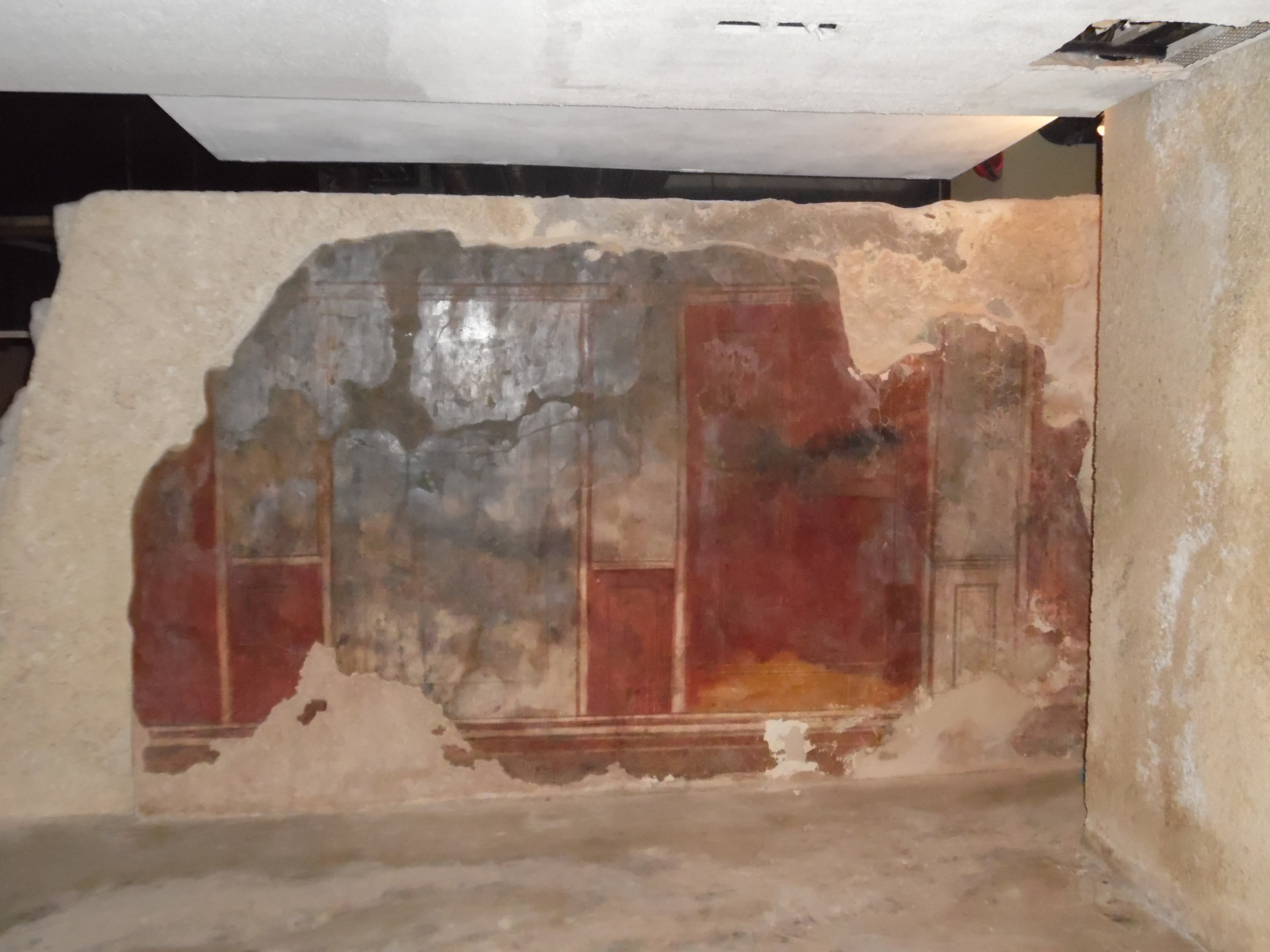
Wanddekoration in der herrschaftlichen Villa.

## Die herrschaftliche Villa
Für dieses Gebäude mit etwa 600 m² Wohnfläche scheint die Bezeichnung Palast (palatial mansion) angemessen. Um einen Innenhof gruppieren sich im Erdgeschoss Repräsentations- und Wohnräume, im Kellergeschoss gibt es Zisternen, Lagerräume und Mikwen.
Eindrucksvoll ist der westliche Bereich des Erdgeschosses mit bis zu 3 m hoch erhaltenen Wänden. Die Wände der großen Halle (6,5 × 11 m) imitierten Bossenquader durch weißen Stuck, eine Innenarchitektur, für die es in Pompeji Vergleichsmaterial gibt. Darunter entdeckten die Ausgräber eine ältere Wandbemalung mit orientalischen Blumenmotiven.
Der Vorraum dieser Halle wurde durch den Brand bei der Zerstörung Jerusalems besonders stark beschädigt; trotzdem blieb hier die farbige Wandmalerei so gut erhalten wie sonst nirgendwo im Herodianischen Quartier. Auch diese Wanddekoration erinnert an Räume in Pompeji.

## Das Süd-Haus
Diese ehemalige Villa präsentiert sich dem Besucher so, wie die Ausgräber sie freilegten; die Funde wurden also nicht umgruppiert, die Räume nicht mit Fundstücken eingerichtet.